# César Charles Étienne Gudin de la Sablonnière
César Charles Étienne Gudin de la Sablonnière (1768 - 1812), a fost un general francez de divizie. În timpul războaielor napoleoniene, Gudin a servit cel mai des în faimosul Corp de armată comandat de mareșalul Davout (numerotat de obicei cu numărul III, din 1812 cu numărul I). Unul dintre foarte puținii prieteni apropiați ai lui Davout, Gudin a servit din nou sub comanda acestuia în Campania din Rusia, unde a fost ucis în urma unui atac de infanterie în cadrul bătăliei de la Smolensk.

## Biografie
1. 1 2  „César Charles Étienne Gudin de la Sablonnière”, Gemeinsame Normdatei, accesat în 13 mai 2014
2. 1 2  General Gudin de La Sablonnière, Genealogics
3. ↑  Charles Etienne César Gudin, Baza de date Léonore, accesat în 9 octombrie 2017
4. 1 2  Charles Etienne Gudin, GeneaStar
5. ↑  „César Charles Étienne Gudin de la Sablonnière”, Gemeinsame Normdatei, accesat în 22 decembrie 2014
6. ↑   https://www.lefigaro.fr/actualite-france/le-retour-en-france-de-la-depouille-d-un-general-de-napoleon-cree-la-polemique-20210706, accesat în 6 iulie 2021 Lipsește sau este vid: |title= (ajutor)
7. ↑  Charles Étienne Gudin, Roglo
8. ↑  „César Charles Étienne Gudin de la Sablonnière”, Gemeinsame Normdatei, accesat în 31 decembrie 2014